# Octobre 1811

## Événements
- 8 000 soldats égyptiens menés par Toussoun Pacha, fils de Méhémet Ali, débarquent à Yanbu ; ils marchent sur Médine mais tombent sur une embuscade et doivent reculer[1]. Début des expéditions égyptiennes en Arabie (fin en 1818).

- 14 octobre, guerre russo-turque : l’armée russe contre-attaque et cerne l’armée turque à Slobodzié[2].

- 25 octobre : bataille de Sagonte et capitulation de la ville devant le maréchal Suchet et son armée d'Aragon[3].

- 28 octobre : victoire anglo-espagnole au combat d'Arroyomolinos[4].

## Naissances
- 12 octobre : Thomas Caverhill Jerdon (mort en 1872), médecin, botaniste et zoologiste britannique.
- 22 octobre : Franz Liszt, compositeur et pianiste hongrois († 31 juillet 1886).
- 24 octobre :
  - Friedrich Anton Wilhelm Miquel (mort le 23 janvier 1871), botaniste néerlandais
  - Pierre Joseph Wincqz (mort le 3 avril 1877), homme politique belge
  - Ferdinand Hiller (mort le 11 mai 1885), chef d'orchestre et professeur de musique allemand
  - Juan Fugl (mort le 25 janvier 1900), homme politique, charpentier, agriculteur danois
- 25 octobre : Évariste Galois, mathématicien français († 31 mai 1832).
- 29 octobre :
  - Heinrich Wilhelm Adalbert, prince de Prusse, militaire et explorateur allemand († 1873).
  - Louis Blanc, journaliste, homme politique et historien français († 1882).